# Venus (film)
Pour les articles homonymes, voir Vénus.
 (avril 2023).
Si vous disposez d'ouvrages ou d'articles de référence ou si vous connaissez des sites web de qualité traitant du thème abordé ici, merci de compléter l'article en donnant les références utiles à sa vérifiabilité et en les liant à la section « Notes et références ».
Pour plus de détails, voir Fiche technique et Distribution.
Venus est un film espagnol réalisé par Jaume Balagueró, sorti en 2022.

## Fiche technique
Sauf indication contraire, les informations mentionnées dans cette section peuvent être confirmées par la base de données cinématographiques IMDb,  présente dans la section « Liens externes ».
- Titre français : Venus
- Réalisation : Jaume Balagueró
- Scénario : Fernando Navarro
- Costumes : Rebeca Duran Estrada
- Photographie : Pablo Rosso
- Montage : Luis de la Madrid
- Musique : Vanessa Garde
- Pays d'origine : Espagne
- Format : Couleurs
- Genre : horreur
- Durée : 100 minutes
- Dates de sortie :
  - France : 14 septembre 2022 (Festival international du film de Toronto 2022)
  - Espagne : 2 décembre 2022

## Distribution
- Ester Expósito : Lucía
- Ángela Cremonte : Rocío
- Inés Fernández : Alba

## Distinctions

### Sélections
- Festival international du film de Toronto 2022 : sélection en section Midnight Madness
- Festival international du film fantastique de Catalogne 2022 : film d'ouverture
  - Paris International Fantastic Film Festival 2022: film de clôture